# 松岡保昌
松岡保昌（まつおかやすまさ、1963年9月10日 - ）は、日本の経営コンサルタント。人間心理にもとづく経営戦略、組織戦略の専門家。株式会社モチベーションジャパン代表取締役社長。1級キャリアコンサルティング技能士。キャリアカウンセリング協会認定スーパーバイザー。

## 経歴
2023年より、株式会社リンクアンドモチベーションの監査役も務める。佐賀県唐津市呼子町出身
1982年 佐賀県立唐津東高校卒業　
1986年 同志社大学経済学部卒業
　関西学生合気道連盟委員長。全国学生合気道連盟副委員長。
2018年 筑波大学大学院 人間総合科学研究科 生涯発達専攻カウンセリングコース主催「キャリア・プロフェッショナル養成講座」修了

国家資格 1級キャリアコンサルティング技能士
キャリアカウンセリング協会認定 スーパーバイザー（CCA認定スーパーバイザー）
米国CCE,Inc.認定GCDF-Japan キャリアカウンセラー
国家資格キャリアコンサルタント
メンタルヘルス・マネジメント1種

1986年 同志社大学経済学部を卒業し、リクルートに入社。『リクルートブック』『就職ジャーナル』『works』の編集、組織人事コンサルティングなどを行う。
2000年にファーストリテイリングに移り、執行役員人事総務部長として当時の急成長を人事戦略面から支える。その後、執行役員マーケティング＆コミュニケーション部長として逆風下での広報・宣伝の在り方を見直し新たな企業ブランドづくりに取り組む。
2004年にはソフトバンクに移り、ブランド戦略室長としてＣＩを導入。福岡ソフトバンクホークスマーケティング代表取締役、福岡ソフトバンクホークス取締役として球団の立ち上げを行う。また、AFPBB News編集長として、インターネットでの新しいニュースコミュニティサイトを立ち上げを行う。
2007年にキャリアファームを友人と創業。幹部人材に特化した人材紹介を行う。経営のアドバイスも多数行う。2014年に、会社を友人に託し代表取締役を退任。
2014年にモチベーションジャパンを設立。株式会社モチベーションジャパンの代表取締役社長として、さまざまな企業の経営戦略、組織戦略、マーケティング戦略のコンサルティングを行う。
国家資格１級キャリアコンサルティング技能士、キャリアカウンセリング協会認定スーパーバイザーとして、個人のキャリア支援や企業内キャリアコンサルティングの普及に力を入れる。
キャリアコンサルタントへのスーパービジョンの実施、国家資格キャリアコンサルタント更新講習の講師、1級・2級キャリアコンサルティング技能士検定受験者の指導も行う。
2023年より、株式会社リンクアンドモチベーションの監査役も務める。

## 著書
松岡保昌『人間心理を徹底的に考え抜いた 「強い会社」に変わる仕組み』日本実業出版社、2020年。
松岡保昌『社員が自ら動き出す｢強い組織｣のつくり方 音声講座（DVD・CD・デジタル版対応）』日本経営合理化協会、2021年。
松岡保昌『「人が動く組織のつくり方」音声講座（CD・デジタル版対応）』日本経営合理化協会、2021年。
松岡保昌『こうして社員は、やる気を失っていく』日本実業出版社、2022年。

## 執筆記事
「人間心理の組織論・キャリア論 」Newsweek日本版ウェブサイト